# 吕志先
吕志先（1917年7月12日—2016年10月31日），广东省平远县人。1936年10月入党。
1965年，任首任中华人民共和国驻毛里塔尼亚大使。1970年，任中华人民共和国驻匈牙利大使。1973年，任中华人民共和国驻刚果共和国大使。1976年，接替李云川任中华人民共和国驻朝鲜大使。1982年回国，先后担任中国对外文化联络委员会副主任和中华人民共和国文化部副部长。1986年离开工作一线，任中国对外文化交流协会副会长，继续从事对外文化交流工作。
2016年10月31日，在北京逝世。